# Síndrome de Holt Oram
El síndrome de Holt-Oram es una enfermedad de origen genético que se considera una variante del síndrome corazón mano (síndrome de corazón-mano tipo 1). Produce malformaciones que afectan a varios órganos, principalmente extremidades superiores y corazón. Es muy poco frecuente por lo que se incluye dentro de las enfermedades raras.

## Historia
Fue descrito en 1950 por los médicos británicos Mary Clayton Holt (1924-1993) y Samuel Oram (1913-1991).

## Síntomas
Los síntomas principales consisten en malformaciones de los huesos de la mano y extremidades superiores, incluyendo focomelia, pulgares ausentes o con 3 falanges en lugar de las 2 habituales y falta de desarrollo del radio que ocasiona longitud desigual de los brazos. En el corazón puede existir comunicación interauricular, comunicación interventricular y en ocasiones arritmias como fibrilación auricular.

## Causas
Está provocado por una mutación en el gen TBX5 situado en el cromosoma 12 humano (12q24.1). Suele ser debido a una mutación nueva en dicho gen, en este caso no existen antecedentes familiares. Cuando uno de los padres está afectado, existe un 50% de probabilidades de que un hijo determinado presente la enfermedad, por ser las transmisión autosómica dominante. El gen TBX5 codifica un factor de transcripción que regula la expresión de otros genes implicados en el desarrollo del corazón y los miembros superiores.

## Diagnóstico prenatal
Puede sospecharse la enfermedad por ecografía, Cuando alguno de los padres es portador del gen TBX5 anómalo, se realiza diagnóstico genético tras estudio del ADN fetal obtenido mediante amniocentesis y biopsia corial.

## Pronóstico
El pronóstico es variable dependiendo de la gravedad de las malformaciones cardiacas que son las que disminuyen las expectativas de vida.

## Tratamiento
No existe tratamiento curativo de la afección, las medidas terapéuticas se basan en mejorar la función cardiaca, si es necesario mediante cirugía, y en el tratamiento de las malformaciones de miembros superiores mediante medidas rehabilitadoras, con la finalidad de mejorar la función.